# Grúzia a 2004. évi nyári olimpiai játékokon
Grúzia a görögországi Athénban megrendezett 2004. évi nyári olimpiai játékok egyik részt vevő nemzete volt. Az országot az olimpián 10 sportágban 32 sportoló képviselte, akik összesen 4 érmet szereztek.

## Érmesek
| Érem  | Versenyző        | Sportág    | Versenyszám              |
| ----- | ---------------- | ---------- | ------------------------ |
| Arany | Zurab Zviadauri  | Cselgáncs  | Férfi középsúly          |
| Arany | Giorgi Aszanidze | Súlyemelés | Férfi 85 kg              |
| Ezüst | Ramaz Nozadze    | Birkózás   | Férfi kötöttfogás, 96 kg |
| Ezüst | Nesztor Hergiani | Cselgáncs  | Férfi légsúly            |

## Atlétika
Férfi
| Versenyző      | Versenyszám | Előfutam | Előfutam | Előfutam | Negyeddöntő | Negyeddöntő | Negyeddöntő | Elődöntő | Elődöntő | Elődöntő | Döntő   | Döntő    |
| Versenyző      | Versenyszám | Idő      | Hely.    | Össz.    | Idő         | Hely.       | Össz.       | Idő      | Hely.    | Össz.    | Idő     | Helyezés |
| -------------- | ----------- | -------- | -------- | -------- | ----------- | ----------- | ----------- | -------- | -------- | -------- | ------- | -------- |
| Davit Ilariani | 110 m gát   | 13,72    | 5.       | 34.      | kiesett     | kiesett     | kiesett     | kiesett  | kiesett  | kiesett  | kiesett | kiesett  |

Női
| Versenyző        | Versenyszám | Selejtező | Selejtező | Döntő    | Döntő    |
| Versenyző        | Versenyszám | Eredmény  | Helyezés  | Eredmény | Helyezés |
| ---------------- | ----------- | --------- | --------- | -------- | -------- |
| Julia Dubina     | Hármasugrás | 13,36 m   | 31.       | kiesett  | kiesett  |
| Marie Kevhisvili | Súlylökés   | 15,06 m   | 34.       | kiesett  | kiesett  |

## Birkózás

### Férfi
Kötöttfogású
| Versenyző          | Versenyszám | Csoportkör                                                                                                | Csoportkör | Negyeddöntő                      | Elődöntő                     | Bronz- mérkőzés                        | Döntő                            | Helyezés |
| Versenyző          | Versenyszám | Ellenfél Eredmény                                                                                         | Hely.      | Ellenfél Eredmény                | Ellenfél Eredmény            | Ellenfél Eredmény                      | Ellenfél Eredmény                | Helyezés |
| ------------------ | ----------- | --- | ---------- | -------------------------------- | ---------------------------- | -------------------------------------- | -------------------------------- | -------- |
| Irakli Csocsua     | 55 kg       | C csoport · Ercan Yıldız (TUR) · 4–1 · Svajūnas Adomaitis (LTU) · 3–1                                     | 1.         | Olekszij Vakulenko (UKR) · 12–14 |                              | 5. helyért · Lázaro Rivas (CUB) · 0–11 |                                  | 6.       |
| Akaki Csacsua      | 60 kg       | E csoport · Nurlan Kojzsaganov (KAZ) · 6–7 · Paolo Fucile (ITA) · 10–0                                    | 2.         | kiesett                          | kiesett                      | kiesett                                | kiesett                          | 9.       |
| Manucsar Kvirkelia | 66 kg       | E csoport · Şeref Eroğlu (TUR) · DSQ · Armen Vardanyan (UKR) · DSQ · Luis Fernando Izquieredo (COL) · DSQ | kizárták   | kizárták                         | kizárták                     | kizárták                               | kizárták                         | kizárták |
| Muhran Vahtangadze | 84 kg       | B csoport · Brad Vering (USA) · 0–4 PA · Mohamed Abd El-Fatah (EGY) · 0–3                                 | 3.         | kiesett                          | kiesett                      | kiesett                                | kiesett                          | 18.      |
| Ramaz Nozadze      | 96 kg       | B csoport · Mirko Englich (GER) · 3–1 · David Saldadze (UKR) · 3–1                                        | 1.         | Gogi Koguasvili (RUS) · 3–0      | Maszud Hásemzáde (IRI) · 4–2 |                                        | Karam Gáber Ibráhím (EGY) · 1–12 |          |
| Mirian Giorgadze   | 120 kg      | E csoport · Georgij Curcumia (KAZ) · 2–2 PP · Xenofón Kuciúmbasz (GRE) · 0–4 · Eddy Bengtsson (SWE) · 0–3 | 4.         | kiesett                          | kiesett                      | kiesett                                | kiesett                          | 15.      |

Szabadfogású
| Versenyző          | Versenyszám | Csoportkör                                                                  | Csoportkör | Negyeddöntő                 | Elődöntő          | Bronz- mérkőzés                        | Döntő             | Helyezés |
| Versenyző          | Versenyszám | Ellenfél Eredmény                                                           | Hely.      | Ellenfél Eredmény           | Ellenfél Eredmény | Ellenfél Eredmény                      | Ellenfél Eredmény | Helyezés |
| ------------------ | ----------- | --------------------------------------------------------------------------- | ---------- | --------------------------- | ----------------- | -------------------------------------- | ----------------- | -------- |
| Davit Pogoszian    | 60 kg       | D csoport · Ojúnbilegín Pürevbátar (MGL) · 4–2 · Eric Guerrero (USA) · 3–1  | 1.         | Yandro Quintana (CUB) · 0–5 |                   | 5. helyért · Gia Sissaouri (CAN) · 4–0 |                   | 5.       |
| Otar Tusisvili     | 66 kg       | D csoport · Elbrusz Tedejev (UKR) · 0–4 PA · Serguei Rondon (CUB) · 0–10    | 3.         | kiesett                     | kiesett           | kiesett                                | kiesett           | 21.      |
| Gela Szaghirasvili | 74 kg       | D csoport · Joe Williams (USA) · 1–6 · Mahdi Hádzsizáde (IRI) · 5–7         | 3.         | kiesett                     | kiesett           | kiesett                                | kiesett           | 14.      |
| Revaz Mindorasvili | 84 kg       | C csoport · Lázarosz Loizídisz (GRE) · 1–3 · Vincent Aka-Akesse (FRA) · 3–0 | 2.         | kiesett                     | kiesett           | kiesett                                | kiesett           | 13.      |
| Eldar Kurtanidze   | 96 kg       | D csoport · Alirezá Hejdari (IRI) · 2–3 · Antoine Jaoude (BRA) · TUS        | 2.         | kiesett                     | kiesett           | kiesett                                | kiesett           | 8.       |
| Alekszi Modebadze  | 120 kg      | B csoport · Kuramagomed Kuramagomedov (RUS) · 0–5 · Aubéli Ottó (HUN) · 5–0 | 2.         | kiesett                     | kiesett           | kiesett                                | kiesett           | 14.      |

PA - visszalépett (birói döntéssel 0-4)

PP - döntő fölény

DSQ - kizárták

## Cselgáncs
Férfi
| Versenyző           | Versenyszám  | Selejtező         | 32-es főtábla                        | Nyolcaddöntő                      | Negyeddöntő                             | Elődöntő                                  | Vigaszág első kör                        | Vigaszág negyeddöntő                   | Vigaszág elődöntő                   | Bronz- mérkőzés                      | Döntő                             | Helyezés    |
| Versenyző           | Versenyszám  | Ellenfél Eredmény | Ellenfél Eredmény                    | Ellenfél Eredmény                 | Ellenfél Eredmény                       | Ellenfél Eredmény                         | Ellenfél Eredmény                        | Ellenfél Eredmény                      | Ellenfél Eredmény                   | Ellenfél Eredmény                    | Ellenfél Eredmény                 | Helyezés    |
| ------------------- | ------------ | ----------------- | ------------------------------------ | --------------------------------- | --------------------------------------- | ----------------------------------------- | ---------------------------------------- | -------------------------------------- | ----------------------------------- | ------------------------------------ | --------------------------------- | ----------- |
| Nesztor Hergiani    | Légsúly      |                   | Kenji Uematsu (ESP) · 1001-0010      | Bazarbek Donbaj (KAZ) · 0010-0000 | Jevgenyij Sztanyev (RUS) · 0120-0010    | Maszud Hádzsi Áhóndzáde (IRI) · 0122-0011 |                                          |                                        |                                     |                                      | Nomura Tadahiro (JPN) · 0001-0100 |             |
| Davit Margosvili    | Harmatsúly   |                   | Georgi Georgiev (BUL) · 0012-1010    |                                   |                                         |                                           | Bektaş Demirel (TUR) · 0120-0010         | Muratbek Kipsakbajev (KAZ) · 0010-0001 | Jorge Lencina (ARG) · 1000-0000     | Yordanis Arencibia (CUB) · 0000-0200 |                                   | 5.          |
| Davit Kevhisvili    | Könnyűsúly   |                   | Takamacu Maszahiro (JPN) · 0101-0010 | Vitalij Makarov (RUS) · 0000-0221 |                                         |                                           | Lavréndisz Alexanídisz (GRE) · 1001-0001 | Damdiní Szüldbajar (MGL) · 0011-0010   | Leandro Guilheiro (BRA) · 0000-0001 | kiesett                              |                                   | 7.          |
| Grigol Mamrikisvili | Váltósúly    |                   | Aleksei Budõlin (EST) · 0100-0110    | kiesett                           | kiesett                                 | kiesett                                   |                                          |                                        |                                     |                                      |                                   | helyezetlen |
| Zurab Zviadauri     | Középsúly    |                   | Francesco Lepre (ITA) · 1000-0000    | Haszanbi Taov (RUS) · 1001-0001   | Frédéric Demontfaucon (FRA) · 0010-0000 | Winston Gordon (GBR) · 1000-0020          |                                          |                                        |                                     |                                      | Izumi Hirosi (JPN) · 1001-0000    |             |
| Iveri Dzsikurauli   | Félnehézsúly |                   | Batdzsargalín Odhű (MGL) · 1000-0000 | Számi Belgrúni (ALG) · 1010-0001  | Ihar Makarav (BLR) · 0001-0011          |                                           |                                          | Aszhat Zsitkejev (KAZ) · 0000-1000     | kiesett                             | kiesett                              |                                   | helyezetlen |
| Lasa Gudzsezsiani   | Nehézsúly    |                   | Selim Tataroğlu (TUR) · 0000-1011    | kiesett                           | kiesett                                 | kiesett                                   |                                          |                                        |                                     |                                      |                                   | helyezetlen |

## Íjászat
Női
| Versenyző          | Versenyszám | Selejtező | Selejtező | 64-es főtábla                           | 32-es főtábla     | Nyolcaddöntő      | Negyeddöntő       | Elődöntő          | Döntő             | Helyezés |
| Versenyző          | Versenyszám | Pont      | Kiemelt   | Ellenfél Eredmény                       | Ellenfél Eredmény | Ellenfél Eredmény | Ellenfél Eredmény | Ellenfél Eredmény | Ellenfél Eredmény | Helyezés |
| ------------------ | ----------- | --------- | --------- | --------------------------------------- | ----------------- | ----------------- | ----------------- | ----------------- | ----------------- | -------- |
| Krisztine Eszebua  | Egyéni      | 636       | 22.       | Rína Kumári (IND) (43.) · 149-153       | kiesett           | kiesett           | kiesett           | kiesett           | kiesett           | 40.      |
| Hatuna Narimanidze | Egyéni      | 620       | 41.       | Almudena Gallardo (ESP) (24.) · 132-148 | kiesett           | kiesett           | kiesett           | kiesett           | kiesett           | 51.      |

## Ökölvívás
| Versenyző              | Versenyszám | Selejtező                 | Nyolcaddöntő               | Negyeddöntő       | Elődöntő          | Döntő             | Helyezés |
| Versenyző              | Versenyszám | Ellenfél Eredmény         | Ellenfél Eredmény          | Ellenfél Eredmény | Ellenfél Eredmény | Ellenfél Eredmény | Helyezés |
| ---------------------- | ----------- | ------------------------- | -------------------------- | ----------------- | ----------------- | ----------------- | -------- |
| Nikoloz Izoria         | Légsúly     | Valíd Seríf (TUN) · 24-14 | Fuad Aslanov (AZE) · 21-27 | kiesett           | kiesett           | kiesett           | 9.       |
| Konsztantine Kupatadze | Pehelysúly  |                           | Kim Szongguk (PRK) · 14-25 | kiesett           | kiesett           | kiesett           | 9.       |

## Sportlövészet
Női
| Versenyző        | Versenyszám   | Selejtező | Selejtező | Döntő   | Döntő    |
| Versenyző        | Versenyszám   | Pont      | Helyezés  | Pont    | Helyezés |
| ---------------- | ------------- | --------- | --------- | ------- | -------- |
| Nino Szalukvadze | Légpisztoly   | 382       | 10.*      | kiesett | kiesett  |
| Nino Szalukvadze | Sportpisztoly | 580       | 8.        | 678,3   | 8.       |

* - négy másik versenyzővel azonos eredményt ért el

## Súlyemelés
Férfi
| Versenyző        | Versenyszám | Szakítás | Szakítás | Lökés    | Lökés    | Összesen | Helyezés |
| Versenyző        | Versenyszám | Eredmény | Helyezés | Eredmény | Helyezés | Összesen | Helyezés |
| ---------------- | ----------- | -------- | -------- | -------- | -------- | -------- | -------- |
| Giorgi Aszanidze | 85 kg       | 177,5    | 2.       | 205,0    | 1.**     | 382,5    |          |
| Arszen Kaszabiev | 94 kg       | 155,0    | 18.*     | 207,5    | 10.**    | 362,5    | 14.      |

* - egy másik versenyzővel azonos eredményt ért el

** - két másik versenyzővel azonos eredményt ért el

## Torna
Férfi
| Versenyző      | Versenyszám      | Selejtező | Selejtező | Döntő    | Döntő    |
| Versenyző      | Versenyszám      | Pontszám  | Helyezés  | Pontszám | Helyezés |
| -------------- | ---------------- | --------- | --------- | -------- | -------- |
| Ilia Giorgadze | Talaj            | 9,437     | 36.       | kiesett  | kiesett  |
| Ilia Giorgadze | Ugrás            | 9,350     |           | kiesett  | kiesett  |
| Ilia Giorgadze | Korlát           | 9,600     | 29.       | kiesett  | kiesett  |
| Ilia Giorgadze | Nyújtó           | 9,075     | 63.       | kiesett  | kiesett  |
| Ilia Giorgadze | Gyűrű            | 9,450     | 51.       | kiesett  | kiesett  |
| Ilia Giorgadze | Lólengés         | 9,100     | 57.       | kiesett  | kiesett  |
| Ilia Giorgadze | Egyéni összetett | 56,012    | 22.       | 55,272   | 22.      |

### Trambulin
| Versenyző        | Versenyszám | Selejtező | Selejtező | Döntő    | Döntő    |
| Versenyző        | Versenyszám | Pontszám  | Helyezés  | Pontszám | Helyezés |
| ---------------- | ----------- | --------- | --------- | -------- | -------- |
| Ruszudan Hoperia | Női         | 62,5      | 9.        | kiesett  | kiesett  |

## Úszás
Férfi
| Versenyző          | Versenyszám | Előfutam | Előfutam | Előfutam | Elődöntő | Elődöntő | Elődöntő | Döntő   | Döntő    |
| Versenyző          | Versenyszám | Idő      | Hely.    | Össz.    | Idő      | Hely.    | Össz.    | Idő     | Helyezés |
| ------------------ | ----------- | -------- | -------- | -------- | -------- | -------- | -------- | ------- | -------- |
| Zurab Homaszuridze | 200 m gyors | 1:58,02  | 2.       | 58.      | kiesett  | kiesett  | kiesett  | kiesett | kiesett  |